# Legend of Hollywood

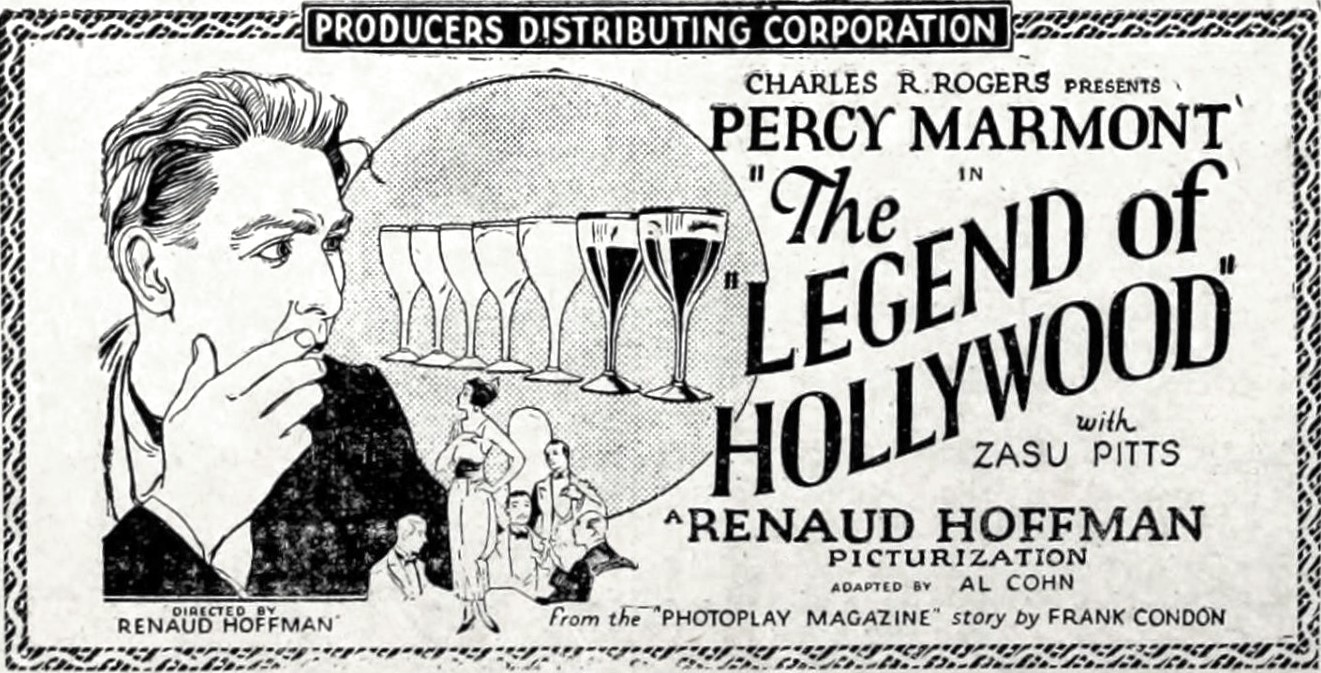
Annonce pour le film.

Legend of Hollywood est un film américain réalisé par Renaud Hoffman et sorti en 1924.

## Synopsis
John Smith, un réalisateur idéaliste, va à Hollywood pour tenter de se faire connaître, et s'installe dans la modeste pension de Mme Rooney, où une jeune fille passionnée par le cinéma, Mary Brown, tombe secrètement amoureuse de lui. Lorsque son projet de film est rejeté par les sociétés de production, il remplit sept verres de vin, dont un est empoisonné ; les déplaçant et ne sachant donc pas celui qui est mortel, il en boit un par jour. Le dernier étant bu, il reçoit un chèque par la poste, mais par hasard Mary avait remplacé le verre empoisonné.

## Fiche technique
- Titre alternatif : The Legend of Hollywood
- Réalisation : Renaud Hoffman
- Scénario : Alfred A. Cohn d'après une histoire de Frank Condon[2]
- Producteur : Charles R. Rogers
- Photographie : Karl Struss
- Production : Charles R. Rogers Productions
- Genre : Romance[1]
- Distributeur : Producers Distributing Corporation
- Durée : 60 minutes (6 bobines)[3]
- Date de sortie :
  - États-Unis : 3 août 1924

## Distribution
- Percy Marmont : John Smith
- Zasu Pitts : Mary Brown
- Alice Davenport : Mrs. Rooney
- Dorothy Dorr : Blondie